# Майский сельсовет (Краснозёрский район)
Майский сельсовет — сельское поселение в Краснозёрском районе Новосибирской области Российской Федерации.
Административный центр — село Майское.

## История
Статус и границы сельского поселения установлены Законом Новосибирской области от 2 июня 2004 года № 200-ОЗ «О статусе и границах муниципальных образований Новосибирской области»

## Население
| 2002  | 2010  | 2012  | 2013  | 2014  | 2015  | 2016  |
| ----- | ----- | ----- | ----- | ----- | ----- | ----- |
| 1507  | ↘1410 | ↘1395 | ↘1393 | ↗1422 | ↘1415 | ↗1429 |
| 2017  | 2018  | 2019  | 2020  | 2021  |       |       |
| ↘1424 | ↘1404 | ↘1392 | ↘1376 | ↘1368 |       |       |

## Состав сельского поселения
| № | Населённый пункт | Тип населённого пункта       | Население |
| - | ---------------- | ---------------------------- | --------- |
| 1 | Беспятый         | посёлок                      | ↘100      |
| 2 | Майское          | село, административный центр | ↘892      |
| 3 | Целинный         | посёлок                      | ↘95       |
| 4 | Чернаки          | село                         | ↘323      |